# Municipio de Peaine
El municipio de Peaine (en inglés: Peaine Township) es un municipio ubicado en el condado de Charlevoix en el estado estadounidense de Míchigan. En el año 2010 tenía una población de 292 habitantes y una densidad poblacional de 1,54 personas por km².

## Geografía
El municipio de Peaine se encuentra ubicado en las coordenadas 45°37′8″N 85°32′21″O / 45.61889, -85.53917. Según la Oficina del Censo de los Estados Unidos, el municipio tiene una superficie total de 189.15 km², de la cual 135,57 km² corresponden a tierra firme y (28,32 %) 53,58 km² es agua.

## Demografía
Según el censo de 2010, había 292 personas residiendo en el municipio de Peaine. La densidad de población era de 1,54 hab./km². De los 292 habitantes, el municipio de Peaine estaba compuesto por el 98,97 % blancos, el 0,34 % eran amerindios y el 0,68 % eran de una mezcla de razas. Del total de la población el 0,68 % eran hispanos o latinos de cualquier raza.